# Irini Aindili
Irini Aindili; griechisch Ειρήνη Αϊνδιλή, auch Eirini Aindili; (* 11. März 1983 in Chalkida) ist eine ehemalige griechische Sportlerin der Rhythmischen Sportgymnastik.

## Vita
Irini ist Tochter von Angeliki und Georgios Aindili und hat einen Bruder, Dimitris. Sie war zwischen 1998 und 2003 Mitglied und Mannschaftskapitänin der Griechischen Nationalmannschaft der Rhythmischen Sportgymnastik.
Im September 2003, im Alter von 20 Jahren,  kündigte Irini ihren Abschied aus dem professionellen Sport an. Wie sie gegenüber dem Fernsehsender Alpha TV sagte, laboriere sie bereits seit über drei Jahren an einer Sportverletzung, die ihre Karriere nun beende. Im selben Jahr ging sie in die Vereinigten Staaten um Pharmazie zu studieren. 2010 schloss sie ihr Studium ab und kehrte zurück nach Griechenland.
Im Jahre 2012 wurde ihr die Ehre zu Teil, eine der olympischen Fackelträger zu sein.

## Palmarès

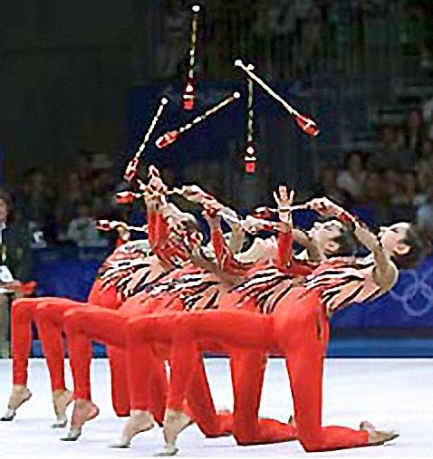
Die Griechische Gruppe bei den Spielen 2000 in Sydney

| Wettbewerb | Ort         | Formation | Mehrkampf | 5X     | 3X+2X  |
| ---------- | ----------- | --------- | --------- | ------ | ------ |
| EM 1999    | Budapest    | Gruppe    | Gold      | Gold   | Gold   |
| WM 1999    | Osaka       | Gruppe    | Silber    | Gold   | Gold   |
| OS 2000    | Sydney      | Gruppe    | Bronze    | Bronze | Bronze |
| EM 2001    | Genf        | Gruppe    | Silber    | Bronze | Silber |
| WM 2002    | New Orleans | Gruppe    | Bronze    | Bronze | Gold   |